# Joachim Hackethal

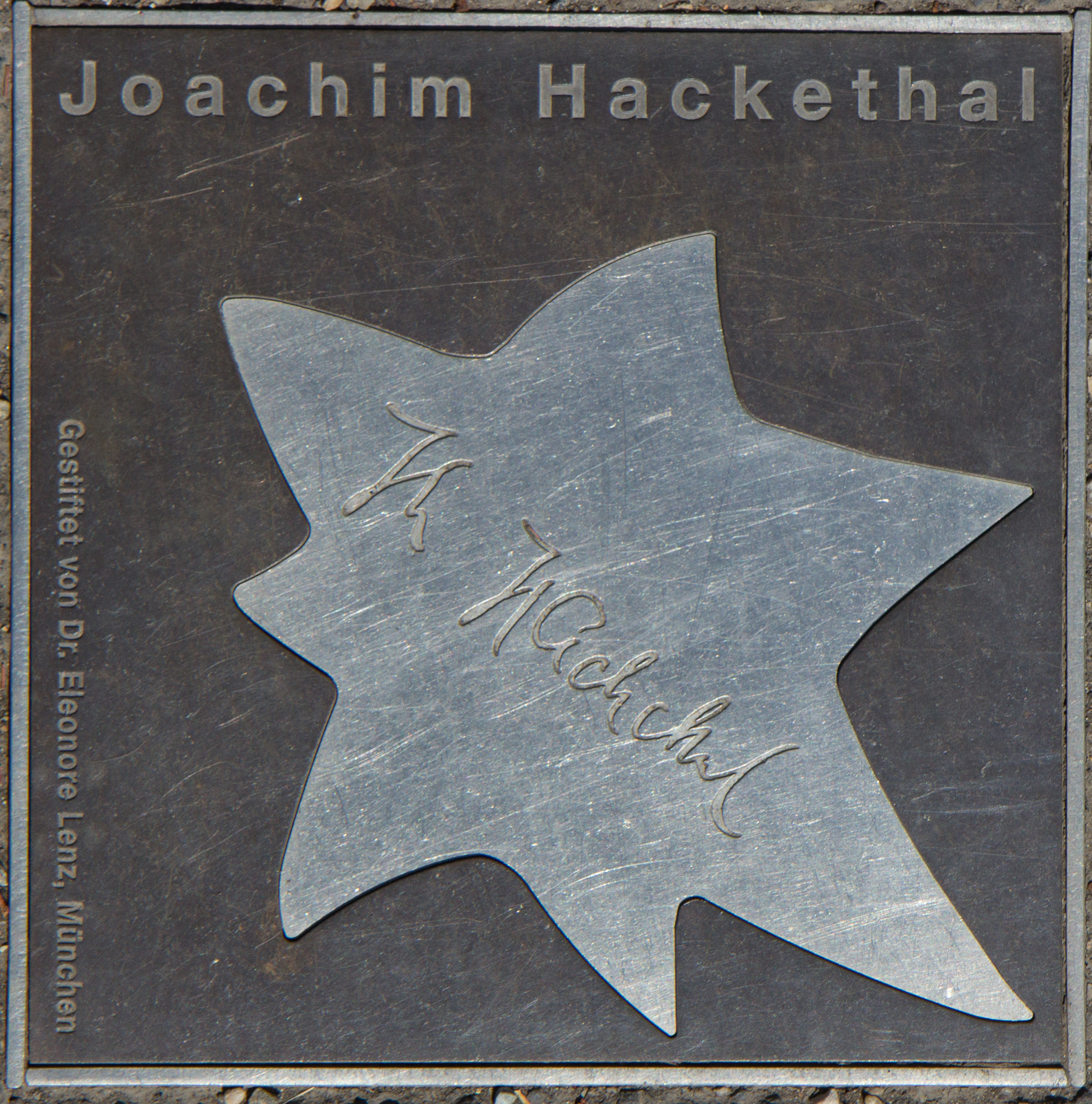
Stern der Satire für Joachim Hackethal auf dem Walk of Fame des Kabaretts in Mainz

Joachim Hackethal (* 7. November 1924 in Gotha; † 26. Januar 2003 in München) war ein deutscher Schauspieler und Kabarettist, der mit der 1984 verstorbenen Schauspielerin Carlamaria Heim verheiratet war.

## Filme (Auswahl)
- 1965: Gewagtes Spiel (Fernsehserie) – Der Skorpion
- 1967: Bericht eines Feiglings (Fernsehfilm)
- 1967: Großer Mann was nun? (Fernsehserie)
- 1970: Wir hau’n die Pauker in die Pfanne
- 1973: Der Ostfriesen-Report
- 1973: Diamantenparty
- 1973: Urlaubsgrüße aus dem Unterhöschen
- 1974: Drei Männer im Schnee
- 1974: Schulmädchen-Report. 8. Teil: Was Eltern nie erfahren dürfen
- 1975: Schulmädchen-Report. 10. Teil: Irgendwann fängt jede an
- 1976: Der starke Ferdinand
- 1977: Hausfrauen-Report 6. Teil: Warum gehen Frauen fremd?
- 1979: Wehe, wenn Schwarzenbeck kommt
- 1979: Die Blechtrommel
- 1981: Frankfurt Kaiserstraße